# Pirata montanus
Pirata montanus là một loài nhện trong họ Lycosidae.
Loài này thuộc chi Pirata. Pirata montanus được James Henry Emerton miêu tả năm 1885.